# Fernando Elboj Broto
Fernando Elboj Broto   (Osca, 14 de juliol de 1946 - Osca, 30 de gener de 2023) fou un polític aragonès, alcalde de la ciutat d'Osca entre el 1999 i el 2010. Professor de secundària, va ser elegit senador per Osca a les llistes del PSOE el 1982 i el 1986.